# Zichem

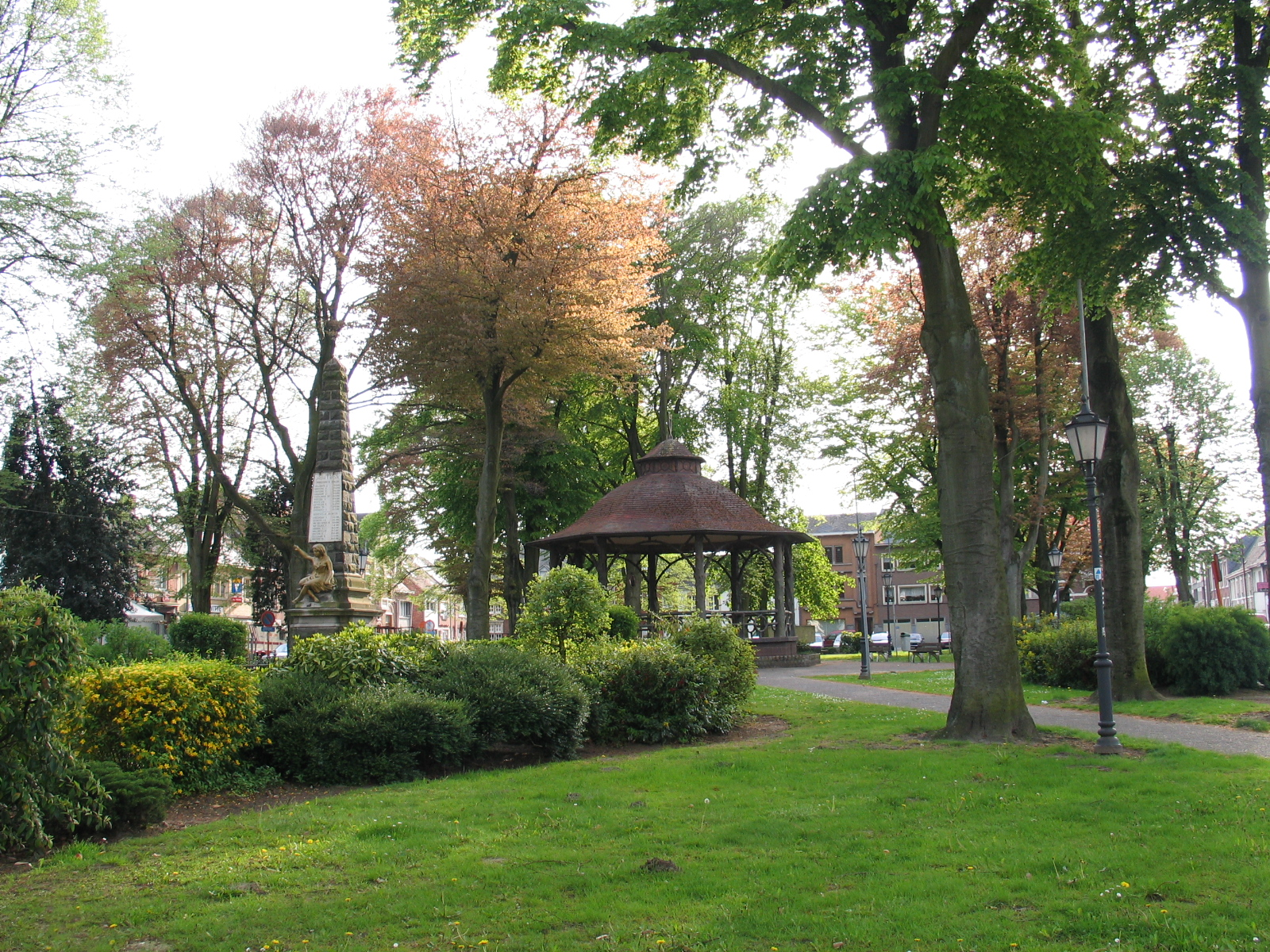
Het marktplein in Zichem (4 mei 2006)

Zichem is een deelgemeente van de stad Scherpenheuvel-Zichem in de Belgische provincie Vlaams-Brabant. Zichem was een zelfstandige gemeente tot aan de gemeentelijke herindeling van 1977. Zichem staat in de lijst van Het mooiste dorp van Vlaanderen op nummer 1 in Vlaams-Brabant.

## Geschiedenis
Zichem behoorde toe aan Maria van Loon-Heinsberg, die afstamde van de graven van Loon. Na haar huwelijk in 1440 met Jan IV van Nassau werd Zichem deel van het graafschap Nassau-Dillenburg.
Voor het uitbreken van de Tachtigjarige Oorlog was Zichem een bloeiende stad. Tijdens beleg van Zichem in 1578 door Alexander Farnese kwam bijna het hele garnizoen van de opstandelingen die de stad bezetten, om het leven. In 1580 werd Zichem getroffen door een aardbeving waarbij de donjon van het kasteel omviel, op 8 oktober namen de Staatsen Zichem weer in. In 1599 maakte een grote aangestoken stadsbrand een definitief einde aan de stad.

## Geografie
De Demer die door de stad stroomt vormt de grens tussen de Kempen in het noorden en het Hageland in het zuiden.

## Bezienswaardigheden
- Het Marktplein, een kopie van de dorpspleinen in de Provence
- De Sint-Eustachiuskerk
- De Maagdentoren
- Het Elzenklooster
- Het geboortehuis van Ernest Claes, ingericht als Ernest Claesmuseum
- De Onze-Lieve-Vrouw van 't Zandkapel
- Het Oranjekasteel
- De Grote Molen
- Het Witpeerd - een tolhuis uit 1617 om tolgeld te innen op het scheepvaartverkeer op de Demer [2].

## Natuur en landschap
Zichem ligt op de grens van de Zuiderkempen en het Hageland. De bodem is zandlemig. In het noorden stroomt de Demer. De Vinkenberg vormt met 50 meter hoogte het hoogste punt.

## Demografische ontwikkeling
- Bronnen:NIS, Opm:1831 tot en met 1970=volkstellingen; 1976 = inwoneraantal op 31 december
- 1930: Afsplitsing van Averbode in 1928

## Anekdote
In 1769 vroeg de toenmalige secretaris van de gemeente toelating aan de Staten van Brabant om een markt te houden. Bewust van het belang dat Zichem vroeger had schreef hij:
Wij, Heeren van Sichem, wij richten u lieden der Brabantsche Staeten 't versoeck ons toe te laten een jaermerckt te stighten.
Zichem ontving dadelijk het volgende antwoord:
Als ghij heeren sijt, wij lieden, zal die jaermerckt niet geschieden.

## Zichem en Ernest Claes
Zichem is de geboorteplaats van Ernest Claes, een van Vlaanderens meest gelezen schrijvers in de tweede helft van de 20e eeuw. Zijn geboortehuis is ingericht als museum.
Zichem is tevens zeer bekend van het boek De Witte van Ernest Claes, dat later meermaals verfilmd werd.

### Televisieserie
De televisieserie Wij, Heren van Zichem was gebaseerd op verschillende samengevoegde verhalen van Claes. De opnames voor de serie gebeurden gedeeltelijk in de stad.
Er zijn ook twee films gemaakt "De Witte" (1934) van Jan Vanderheyden met o.a Jef Bruyninckx, en "De Witte van Sichem" van Robbe De Hert (1980).

## Eveneens geboren in Zichem
Behalve Ernest Claes ook nog Peter Jan Beckx, overste van de Jezuïeten.

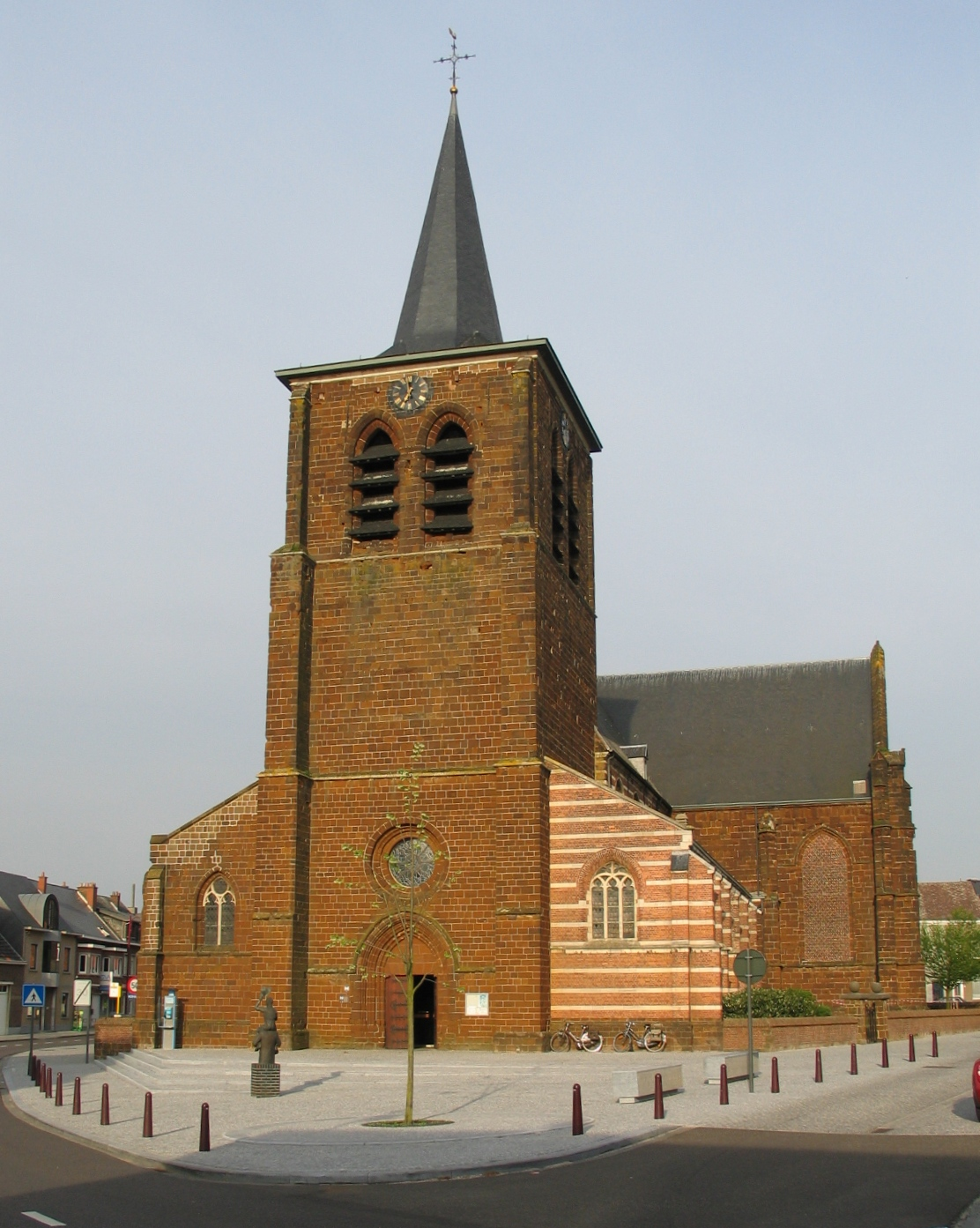
De Sint-Eustachiuskerk in Zichem
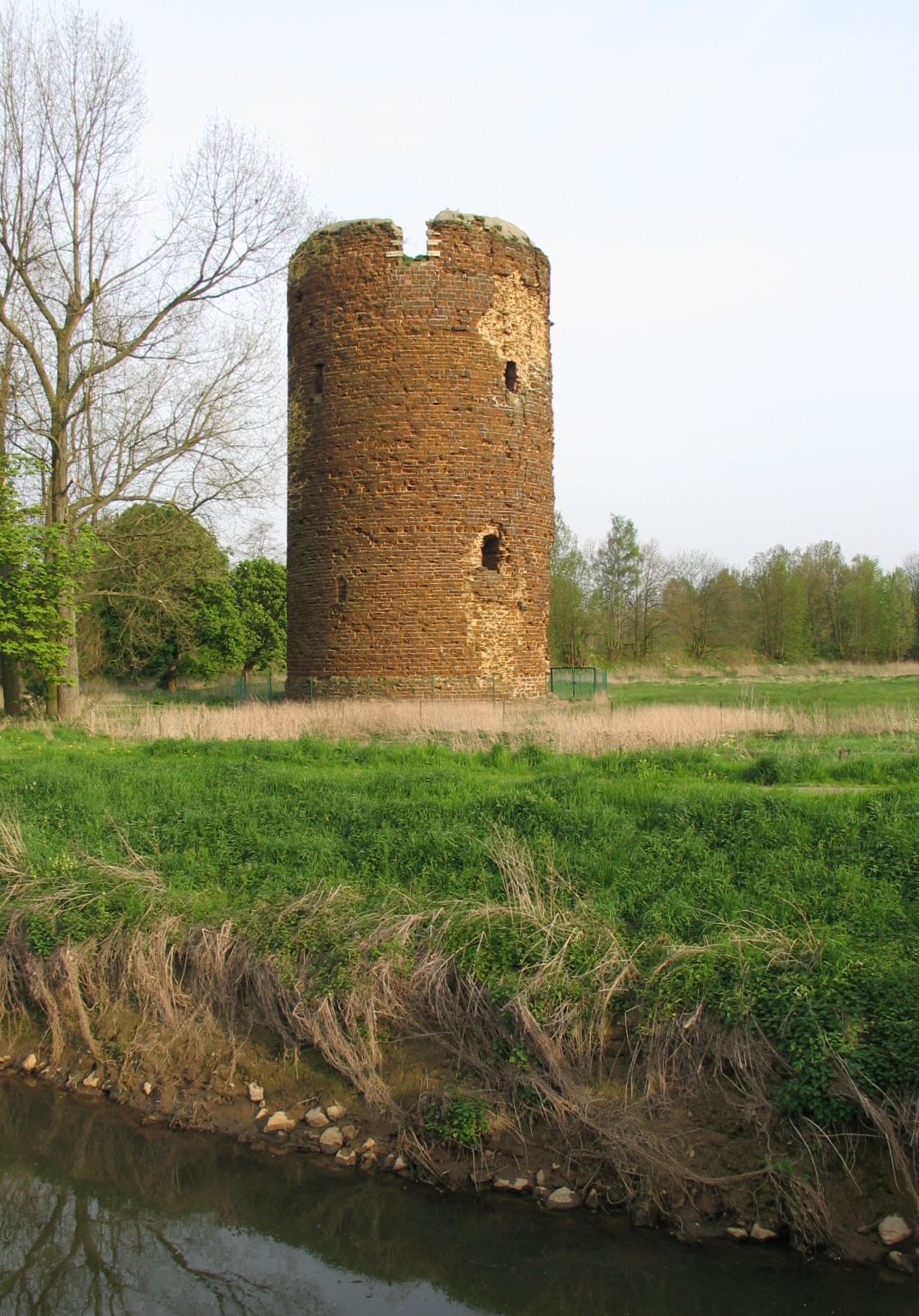
De Maagdentoren (foto van 4 mei 2006) die op 1 juni 2006 gedeeltelijk instortte
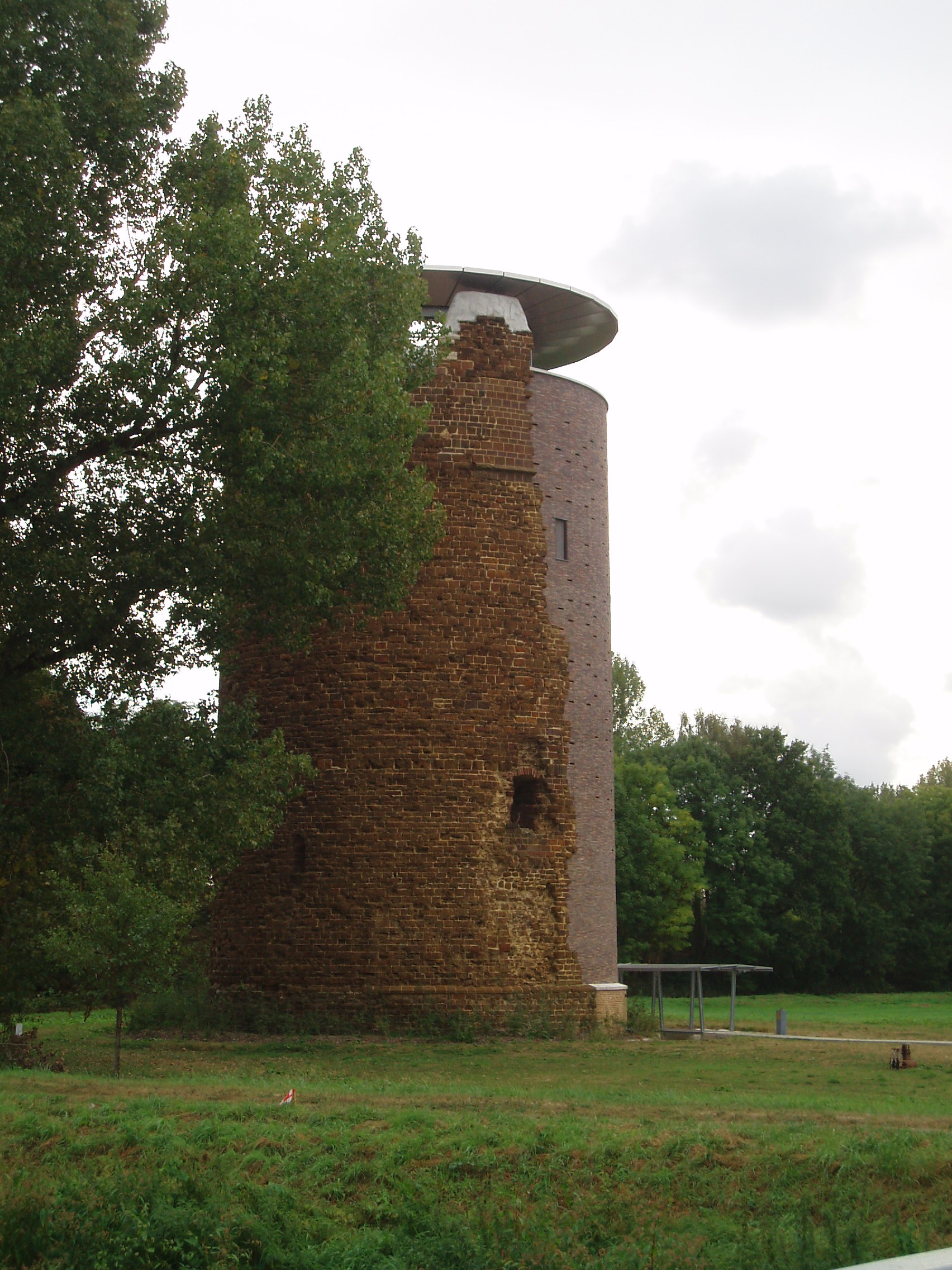
De Maagdentoren in 2016, na de restauratie
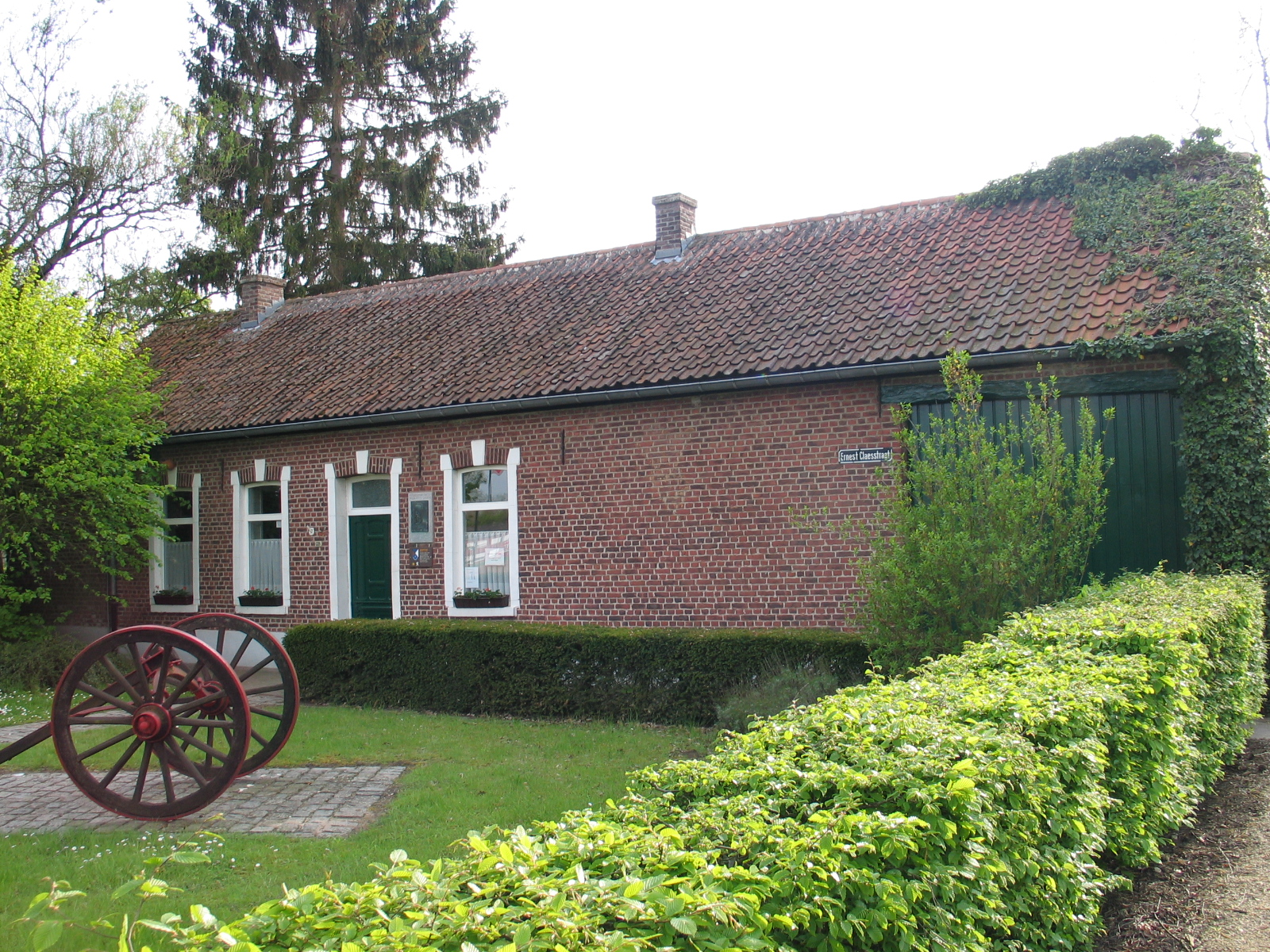
Het geboortehuis van Ernest Claes
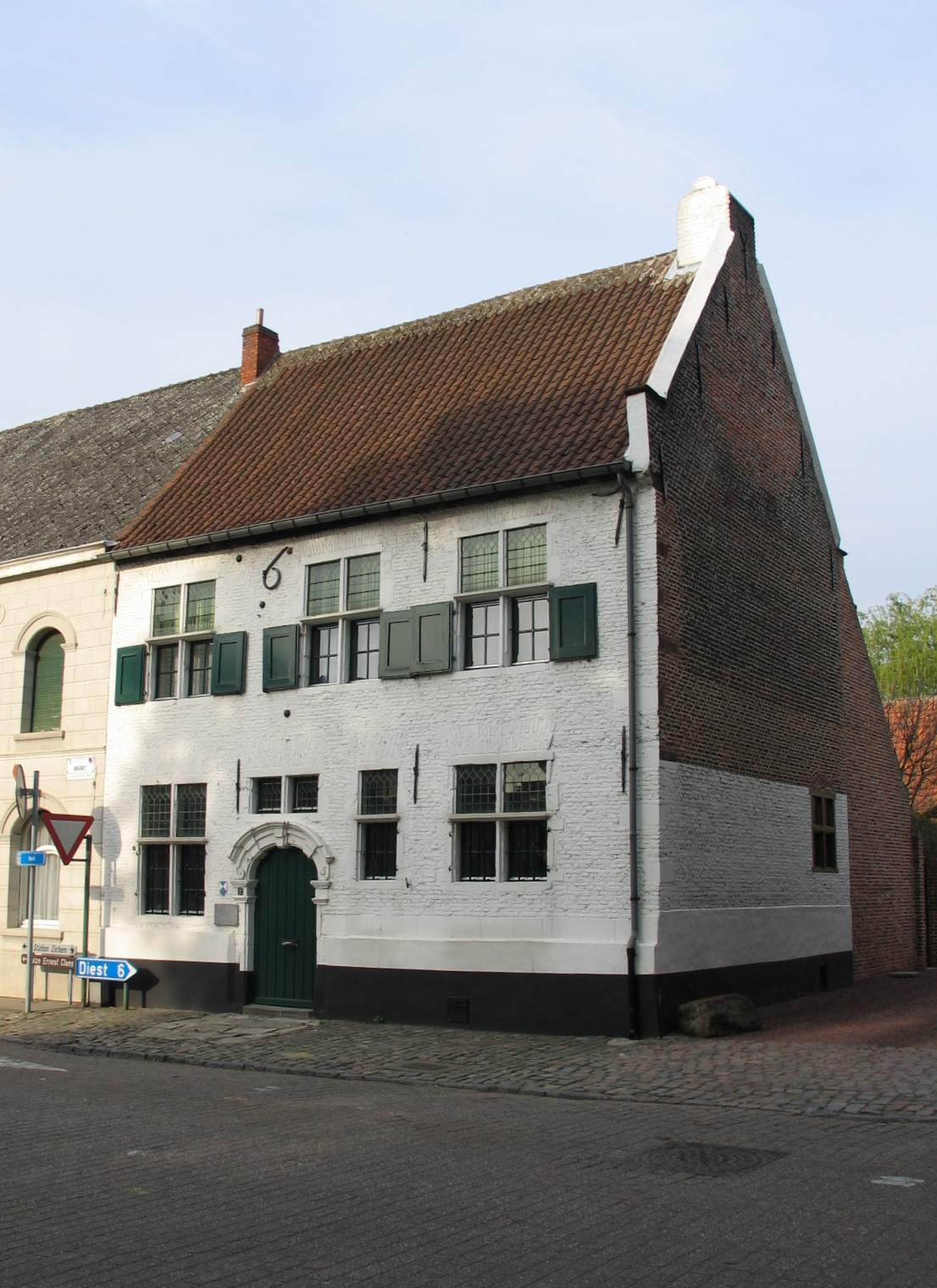
Het Witpeerd - Zichems oudste gebouw
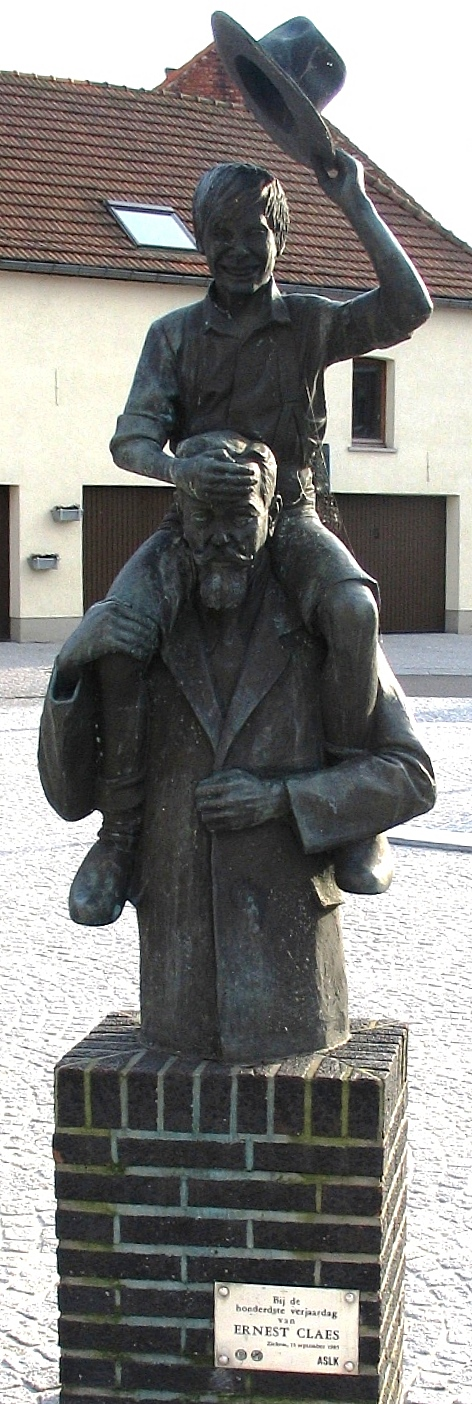
Ernest Claes en de Witte aan de kerk te Zichem

## Nabijgelegen kernen
Scherpenheuvel, Messelbroek, Averbode, Diest